# Nary Ly
Nary Ly, född 6 juni 1972, är en friidrottare från Kambodja. Hon deltog vid olympiska sommarspelen 2016.